# FC Oxford
Der Football Club Oxford war ein schottischer Fußballverein aus dem Glasgower Stadtteil Crosshill, der von 1873 bis 1881 bestand.

## Geschichte
Der Verein wurde 1873 gegründet und 1881 aufgelöst. Er nahm zwischen 1874 und 1881 siebenmal am schottischen Pokal teil. Größte Erfolge waren dabei das Erreichen der 2. Runde in den Spielzeiten 1878/79 und 1880/81.
Der FC Oxford spielte in blau-weiß gestreiften Trikots mit weißen Hosen.